# Chasing Birds
Chasing Birds è un singolo del gruppo musicale statunitense Foo Fighters, pubblicato il 30 aprile 2021 come quarto estratto dal decimo album in studio Medicine at Midnight.

## Descrizione
Si tratta di una ballata perlopiù acustica, la cui melodia vocale trae ispirazione dalle composizioni di David Bowie.

## Video musicale
Il video, diretto da Emlyn Davies e Josh Hicks e girato in animazione, è stato pubblicato il 20 aprile 2021 e mostra il gruppo intraprendere un viaggio nel deserto con cactus che cantano, labbra fluttuanti, pozzi senza fondo sorvegliati da ingressi rivestiti di denti e un fiume di lava rosa.

## Tracce
Download digitale
1. Chasing Birds (Preservation Hall Jazz Band Re-Version) – 3:38

7" – Making a Fire/Chasing Birds
- Lato A

1. Making a Fire (Mark Ronson Re-Version) – 4:30

- Lato B

1. Chasing Birds (Preservation Hall Jazz Band Re-Version) – 3:38

## Formazione
Gruppo
- Dave Grohl – voce, chitarra
- Taylor Hawkins – batteria
- Nate Mendel – basso
- Chris Shiflett – chitarra
- Pat Smear – chitarra
- Rami Jaffee – tastiera

Altri musicisti
- Barbara Gruska – cori
- Samatha Sidley – cori
- Laura Mace – cori
- Inara George – cori
- Violet Grohl – cori
- Omar Hakim – percussioni

Produzione
- Greg Kurstin – produzione
- Foo Fighters – produzione
- Alex Pasco – assistenza tecnica
- Darrell Thorp – ingegneria del suono
- Mark "Spike" Stent – missaggio
- Matt Wolach – assistenza al missaggio
- Randy Merrill – mastering

## Classifiche
| Classifica (2021)          | Posizione massima |
| -------------------------- | ----------------- |
| Regno Unito (rock & metal) | 19                |

## Date di pubblicazione
| Paese  | Data di pubblicazione | Formato                      |
| ------ | --------------------- | ---------------------------- |
| Italia | 30 aprile 2021        | Airplay                      |
| Mondo  | 8 ottobre 2021        | Download digitale, streaming |
| Mondo  | 23 aprile 2022        | 7"                           |